# 延绳捕鱼

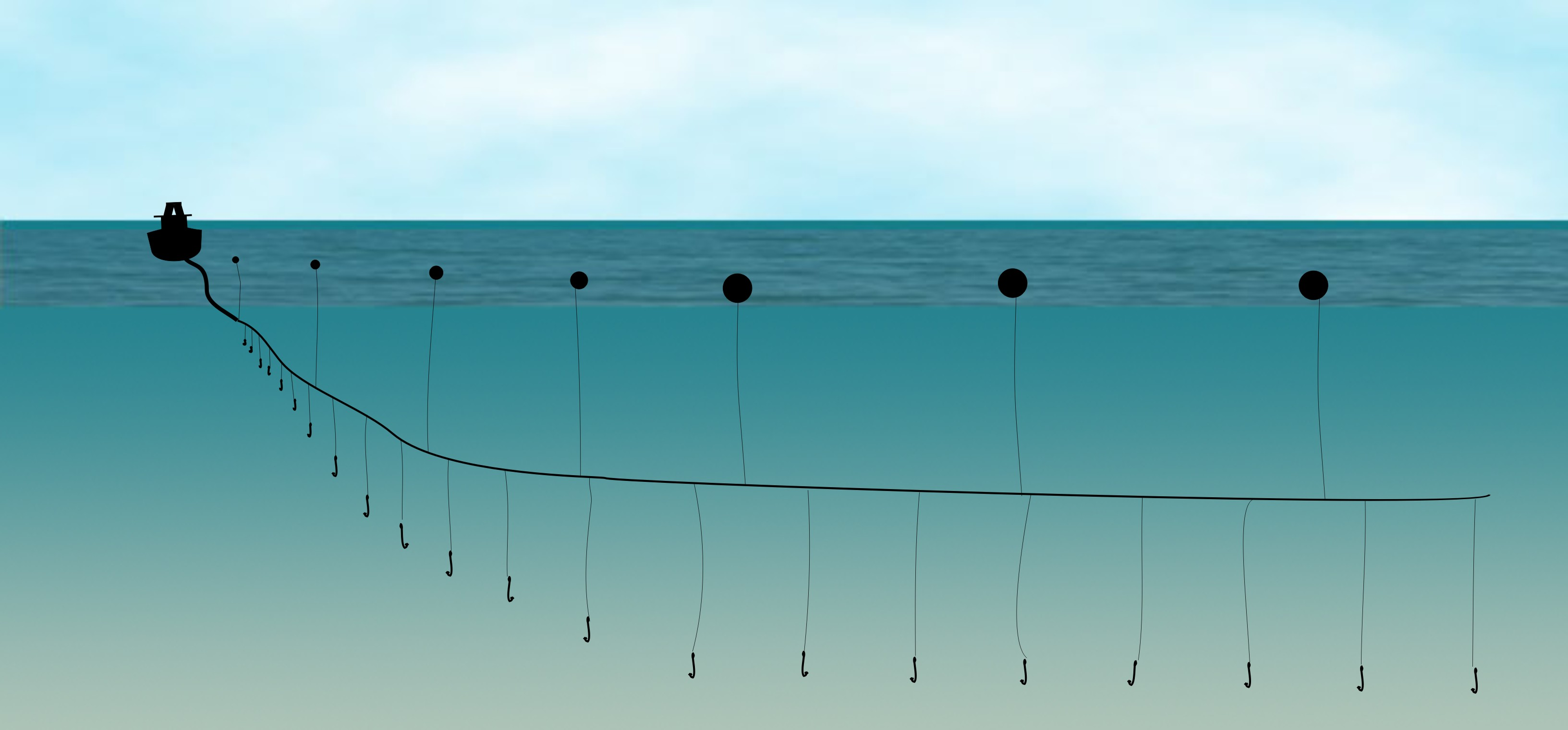
延绳捕鱼

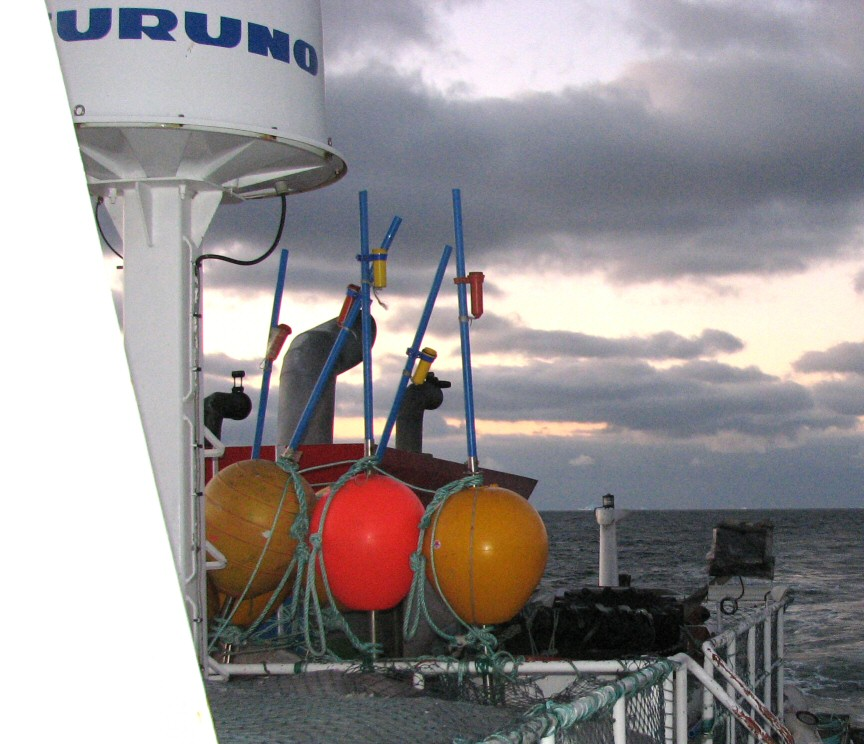
延绳钓使用的无线电浮标

延绳捕鱼（英語：longline fishing）简称延绳钓（longlining）或延钓，在夏威夷英语中也称旗线捕鱼（flagline fishing），是一种商业捕鱼的钓鱼方法，主要在南太平洋用于钓金枪鱼，渔船都是大型远洋捕捞船。

## 概述
在南太平洋，渔民驾驶着大型远洋捕捞船来到捕捞地点，放下延绳，一般延绳长达几十公里甚至几百公里，每隔一段距离，延绳有一根支线绑在主线上，鱼钩就在支线上，鱼钩多达2500个，放延绳的机器是投绳机和扬绳机，投绳机分为单滚筒延绳钓鱼机和双滚筒延绳钓鱼机。鱼钩上的鱼饵是鱿鱼、秋刀鱼。延绳上面还有浮球和电子鱼漂，收网时，金枪鱼很活跃，为了阻止它跳跃，用电子击鱼器将其电晕。